# Thomas Lange
Pour les articles homonymes, voir Lange.
Thomas Lange, né le 27 février 1964 à Eisleben, est un rameur est-allemand puis allemand, pratiquant l'aviron.
Il a obtenu trois médailles consécutives aux Jeux olympiques d'été de 1988, de 1992 et de 1996 en skiff (respectivement deux médailles d'or et une de bronze).
Il a aussi obtenu de nombreux titres aux Championnats du monde d'aviron en individuel ou en deux de couple.